# Phyllanthus rubriflorus
Phyllanthus rubriflorus är en emblikaväxtart som beskrevs av Johannes Jacobus Smith. Phyllanthus rubriflorus ingår i släktet Phyllanthus och familjen emblikaväxter. Inga underarter finns listade i Catalogue of Life.